# Savignac-de-l'Isle

Savignac-de-l'Isle este o comună în departamentul Gironde din sud-vestul Franței. În 2009 avea o populație de 513 de locuitori.

## Evoluția populației
| An        | 1975 | 1982 | 1990 | 1999 | 2006 | 2009 |
| --------- | ---- | ---- | ---- | ---- | ---- | ---- |
| Populație | 310  | 410  | 463  | 476  | 510  | 513  |